# Eloxochitlán (Hidalgo)
Eloxochitlán è un comune del Messico, situato nello stato di Hidalgo.